# Vernon Bogdanor

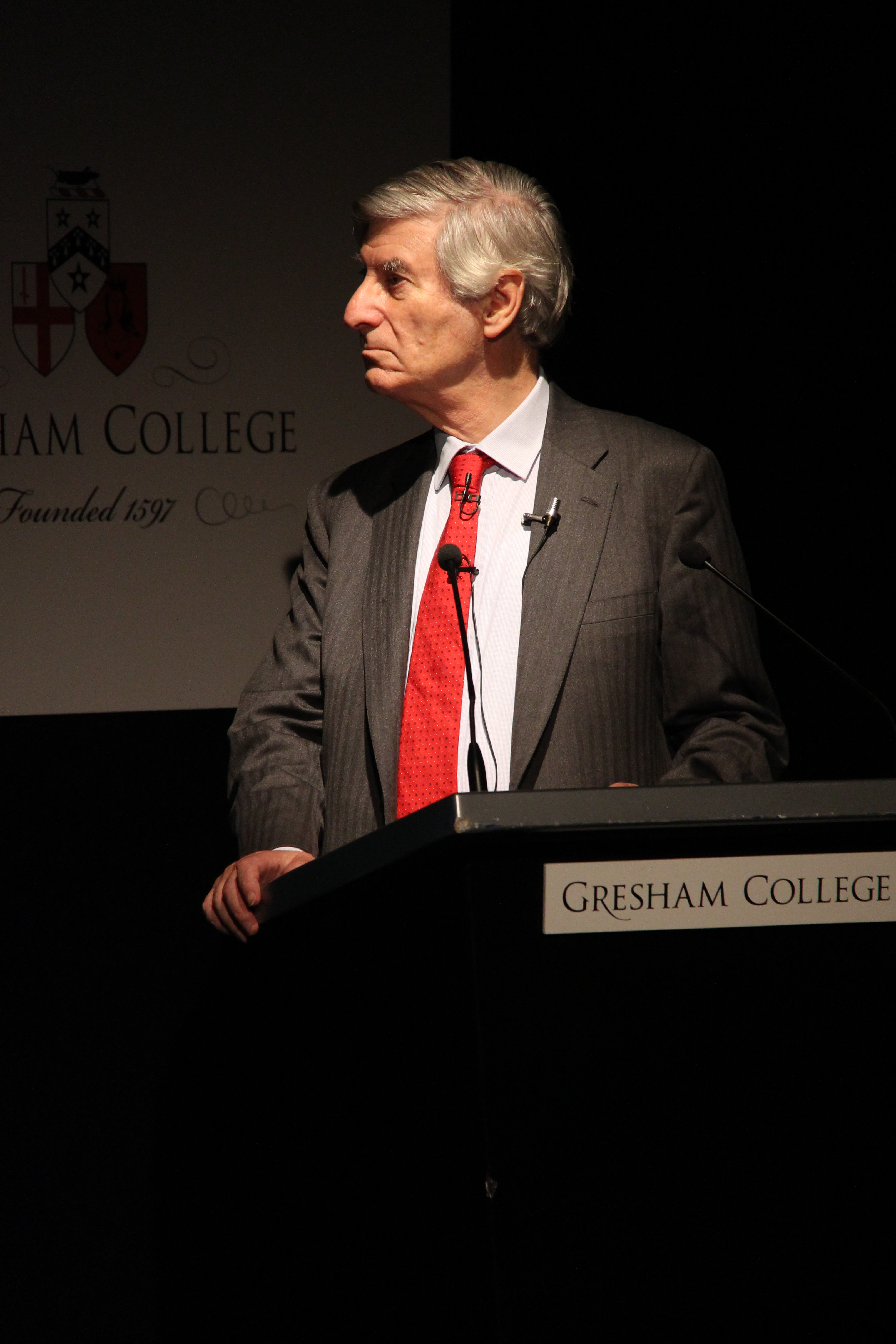
Vernon Bogdanor, 2015

Sir Vernon Bogdanor CBE, FBA, FRSA (* 16. Juli 1943 in Staines-upon-Thames) ist ein britischer Politikwissenschaftler und Verfassungsexperte.

## Leben und Wirken
Vernon Bogdanor studierte Philosophie, Politikwissenschaft und Wirtschaftswissenschaft am Queens’ College der Universität Oxford. Sein erster Studienabschluss mit den Bachelorgrad erfolgte 1964. Im Jahre 1968 erwarb er den Mastergrad. Seither lehrte als Professor of Government er an der Universität Oxford, bis 2010 wirkte er am dortigen Brasenose College, dessen Rektoramt er von 2002 bis 2003 innehatte. In der Folgezeit lehrte er auch Zeitgeschichte und Rechtswissenschaft (vor allem Verfassungsrecht) am King’s College in London. 
Als britischer Verfassungsexperte ist Bogdanor ein vielgefragter Autor und Redner in den Medien im In- und Ausland und Berater vieler britischer und ausländischer politischer Institutionen. Ihm wurden sehr viele Ehrungen zuteil. Im Jahre 1998 wurde er als Commander des Order of the British Empire ausgezeichnet. 2009 ernannte ihn der französische Staatspräsident Sarkozy zum Ritter der Ehrenlegion. Für seine Verdienste vor allem auf dem Gebiet der Politikwissenschaft wurde er 2023 von der britischen Königin als Knight Bachelor geadelt. Zu seinem bekanntesten Studenten an der Universität Oxford gehörte der spätere konservative Premierminister David Cameron. 
Er tritt u. a. für Reformen der britischen Verfassung ein. 
Bogdanor ist u. a. Mitglied er British Academy (1997), der Royal Society of Arts und der Academy of Social Sciences (2009).

## Veröffentlichungen (Auswahl)
- Devolution. Oxford University Press, Oxford 1979, ISBN 0-19-219128-4.
- The people and the party system. The referendum and electoral reform in British politics. Cambridge University Press, Cambridge 1981, ISBN 0-521-28525-9.
- Multi-party politics and the constitution. Cambridge University Press, Cambridge 1983, ISBN 0-521-25524-4.
- What is proportional representation? A guide to the issues. Robertson, Oxford 1984, ISBN 0-85520-740-X.
- (Hrsg.): The Blackwell encycoplaedia of political institutions. Blackwell, Oxford 1987, ISBN 0-631-13841-2 (neue Ausgabe u.d.T.: The Blackwell encyclopaedia of political science, 1991, ISBN 0-631-18304-3).
- Democratising the community.  Federal Trust for Education and Research, London 1990, ISBN 0-901573-35-3.
- The monarchy and the constitution. Clarendon Press, Oxford 1995, ISBN 0-19-827769-5.
- Politics and the constitution. Essays on British government. Dartmouth, Aldershot 1996, ISBN 1-85521-760-0.m
- Forms of autonomy and the protection of minorities. In: Daedalus, Bd. 126 (1997), S. 65–87.
- Devolution in the United Kingdom. Oxford University Press, Oxford 1999, ISBN 0-19-289310-6.
- (Hrsg.): The British constitution in the twentieth century. Oxford University Press, Oxford 2003, ISBN 0-19-726271-6.
- Footfalls echoing in the memory. Britain and Europe. The historical perspective. In: International Affairs, Bd. 81 (2005), S. 689–701.
- The new British constitution. Hart Publ., Oxford 2009, ISBN 978-1-84113-149-8.
- (Hrsg.): From new Jerusalem to New Labour. British prime ministers from Atlee to Blair. Palgrave Macmillan, Basingstoke 2010, ISBN 0-230-57455-6.
- The coalition and the constitution. Hart, Oxford 2011, ISBN 1-84946-158-9.
- Britain and Europe in a troubled world. Yale University Press, New Haven 2020, ISBN 978-0-300-24561-5.
- Beyond Brexit. Towards a British constitution. I. B. Tauris, London 2021, ISBN 978-0-7556-3478-1.
- The strange survival of liberal Britain. Power and politics before the First World War. Biteback Publishing, London 2022, ISBN 978-1-78590-762-3.
- Making the weather. Six politicians who changed modern Britain. Haus Publishing, Chicago 2024, ISBN 978-1-914979-08-8.

Festschrift
- Matt Qvortrup (Hrsg.): The British constitution. Continuity and change. A Festschrift for Vernon Bogdanor. Hart, Oxford 2013, ISBN 978-1-84946-371-3.